# سندرم استفراغ دوره‌ای
سندرم استفراغ دوره‌ای (انگلیسی: Cyclic vomiting syndrome) یک اختلال مزمن است که با دوره‌های تکرارشونده به طول یک روز به چند هفته مشخص می‌شود. هر قسمت به چهار مرحله تقسیم می‌شود: اینتر، پرودروم، استفراغ و بازیابی.
در فاز اینتر (مرحله بدون علامت) هیچ علایم مشخصی وجود ندارد، فعالیت‌های معمول روزمره ممکن است رخ دهد، و این مرحله نوعاً یک هفته تا یک ماه طول می‌کشد.
فاز پرودروم به عنوان مرحله قبل بالا آوردن یا استفراغ شناخته می‌شود، که با احساس اولیه نزدیک شدن مشخص می‌شود، که هنوز قادر به پایین نگه داشتن داروی خوراکی است.
بالا آوردن یا حالت استفراغ با تهوع مداوم و استفراغ تکرار شده معمولاً ساعت‌ها به طول می‌انجامد.
مرحله بازیابی معمولاً همان مرحله‌ای است که استفراغ متوقف می‌شود، حالت تهوع کاهش می‌یابد یا غایب است و اشتها بازمی‌گردد. این سندرم معمولاً در کودکان بین سنین ۳ تا ۷ دیده می‌شود. این اختلال در ارتباط نزدیکی با میگرن و سابقه خانوادگی میگرن است.

## جُستارهای وابسته
- سندرم استفراغ کانابینوئیدی